# Adelene Stanley
Adelene Stanley (sinh ngày 15 tháng 7 năm 1995) là một vũ công chuyên nghiệp người Singapore. Năm 18 tuổi, cô là người Singapore duy nhất được chọn tham gia INALA: A Zulu Ballet - một vở nhạc kịch khiêu vũ từng đoạt giải và cũng đã nhận được đề cử cho giải Grammy. Tính đến tháng 6 năm 2020, Adelene có gần 3.500 người theo dõi trên Instagram.

## Tiểu sử

### Đầu đời
Adelene sinh ra và lớn lên tại Singapore. Cô bắt đầu múa ba lê năm ba tuổi và coi đây là một sở thích trước khi theo học khiêu vũ tại Trường Nghệ thuật (SOTA). Năm 2013, Adelene bị lệch đĩa đệm ở lưng dưới trong một lớp học tại Trường Ba lê và Múa đương đại Rambert. Mặc dù chấn thương ảnh hưởng đến sự linh hoạt của cô vào thời điểm đó, nhưng Adelene đã hồi phục sau chấn thương.

### Giáo dục
Adelene là một vũ công được đào tạo bài bản. Cô gia nhập Trường Nghệ thuật vào năm 2008 và chủ yếu tham gia vào múa ba lê cổ điển và múa đương đại, tập trung vào kỹ thuật điêu luyện. Cô cũng tham gia các hình thức khiêu vũ khác, từ Flamenco đến múa Tây Tạng. Ở tuổi 16, Adelene nhận được học bổng từ Hội đồng Nghệ thuật Quốc gia (NAC) để theo học tại Trường Rambert ở London với tư cách là một học giả khiêu vũ ở nước ngoài. Vào tháng 8 năm 2013, Adelene tham gia khóa bồi dưỡng mùa hè ở Nhà hát Nederlands Dans - một chương trình dành cho các vũ công sinh viên để luyện tập trong kỳ nghỉ. Cô là một trong 20 vũ công được nhận Học bổng Chuyên sâu Mùa hè. Cô tốt nghiệp trường Rambert vào năm 2014, biểu diễn với tư cách là vũ công chính cho tiết mục tốt nghiệp của cô, Rite of Spring.

## Sự nghiệp
Cho đến tháng 6 năm 2020, Adelene là một vũ công chuyên nghiệp tự do sống tại Singapore. Cô đã hợp tác với các phòng tập thể dục tại địa phương như LEVEL, đồng thời đầu dạy khiêu vũ và vận động trị liệu vào năm 2019. Trong một cuộc phỏng vấn với Singapore Tatler, Adelene cho biết:
"Đây là một lớp học dựa trên sự ngẫu hứng của điệu nhảy và được thiết kế để mở ra sự vui nhộn của cuộc sống hàng ngày; nhằm kết nối cơ thể và tâm trí trong một buổi học cho phép chuyển động xuyên không gian."

### INALA: A Zulu Ballet- Ra mắt (2014-2015, 2019)
Adelene được chọn tham gia buổi diễn INALA: A Zulu Ballet khi đang theo học năm cuối tại Trường Ballet và Múa đương đại Rambert vào năm 2014. Tác phẩm ra mắt tại Liên hoan Quốc tế Edinburgh. Cùng năm đó, dàn diễn viên này cũng đã biểu diễn tại Royal Variety Performance trước 50 triệu khán giả và Công tước và Bà Công tước xứ Cambridge - Vương tử William và Kate Middleton. Adelene sau đó đã đi lưu diễn khắp nơi với dàn diễn viên, tham gia 58 buổi biểu diễn ở Vương quốc Anh, Edinburgh và Moscow. Năm 2019, cô là một phần của chuyến lưu diễn Đông Nam Á của chương trình. Vở kịch được công chiếu lần đầu ở Singapore tại Nhà hát Marina Bay Sands vào tháng 6 năm 2019.

### Frontier Danceland - Nghệ sĩ công ty (2016 - 2018)
Năm 2016, Adelene gia nhập Frontier Danceland - một vũ đoàn đương đại có trụ sở tại Singapore, với tư cách là một vũ công toàn thời gian. Cùng năm, cô đã hướng dẫn một hội thảo cho các sinh viên Nghệ thuật Tích hợp tại trường cũ của cô, SOTA. Vào năm 2017, Adelene đã biểu diễn một tác phẩm có tựa đề Lost World tại LEAP 2017, một buổi trình diễn khiêu vũ thường niên có sự góp mặt của các sinh viên tốt nghiệp từ Chương trình M1-Frontier Danceland PULSE. Đến tháng 7 năm 2018, cô đã tham gia biên đạo một phần có tựa đề Echo & Shadow cho sản phẩm chính thứ ba của công ty vào năm đó, Dancers Locker 2018. Cô cũng tham gia vào LEAP 2018. Kể từ đó, cô vẫn mở các lớp học mở với công ty với tư cách là một vũ công tự do. Adelene cũng trở lại với tư cách là biên đạo múa dự án cho LEAP 2019.